# Sean Banks
Sean Anthony Banks (New York, 20 gennaio 1985) è un ex cestista statunitense.

## Palmarès
- All-NBDL First Team (2008)